# 山本収
山本 収（やまもと おさむ）は、日本の実業家。
ネットワンシステムズ株式会社、イントラネットシステム、アライドテレシス株式会社の代表取締役社長を務めた。

## 来歴
- 1937年（昭和12年）福井県に生まれる。1960年（昭和35年）に早稲田大学商学部卒業後、日本アイ・ビー・エム株式会社入社する。
- 1985年（昭和60年）日本アイ・ビー・エム㈱を退職し、アンガマン・バス株式会社に入社、営業部長を経て、常務取締役営業本部長に就任。1988年（平成2年）2月、アンガマン・バス(株)代表取締役社長上原政二が三菱商事株式会社と合弁で設立したネットワンシステムズ㈱の取締役副社長に就任し、上原政二の退任に伴い、1992年6月、同社代表取締役社長に就任した。1996年（平成8年）には株式店頭公開を行い、当時、株価は300倍以上の上昇を見せ、IT系ベンチャー企業及びネットワークインテグレーターの存在を市場に認知させた。[1]
- ネットワンシステム(株)代表取締役会長に就任後、1996年、イントラネットシステムを設立し、代表取締役社長に就任するが、1998年に東京地方裁判所に自己破産を申請し、事実上倒産をさせた。[1][2]株式会社エムティシーアイ(MTCI)の副社長、ルート株式会社の副社長を経て、[要出典]2004年7月、アライドテレシス㈱代表取締役社長に就任するが、2005年3月に退任した。そして、2006年11月、証券取引等監視委員会からアライドテレシス㈱役員時代の証券取引法違反（インサイダー取引）の疑いで、次男・浩と共にさいたま地方検察庁に告発され、2007年3月、さいたま地方裁判所の判決公判で懲役1年6月（執行猶予5年）、罰金100万円、追徴金約1,090万円の判決を受けた。[3]

### 略歴
1937年（昭和12年）8月5日、福井県に生まれる
1960年（昭和35年）3月 - 早稲田大学商学部卒業後、日本アイ・ビー・エム㈱入社。
1985年（昭和60年）5月 - アンガマン・バス㈱に入社し、営業部長を経て、常務取締役営業本部長に就任。
1988年（昭和63年）2月 - ネットワンシステムズ㈱取締役副社長に就任
1990年（平成2年）5月 - ネットワンシステムズ㈱代表取締役副社長に就任
1992年（平成4年）6月 - ネットワンシステムズ㈱代表取締役社長に就任
1996年（平成8年）7月 - イントラネットシステム設立、代表取締役社長に就任
1997年（平成9年）12月 - ディエスシーとの合併を発表
1998年（平成10年）7月30日 - 営業停止、従業員全員を解雇する
1998年（平成10年）8月7日 - イントラネットシステム倒産
2004年（平成15年）7月1日 - アライドテレシス㈱代表取締役社長に就任
2005年（平成16年）3月 - アライドテレシス㈱代表取締役社長を退任
2006年（平成18年）11月7日 - 証券取引等監視委員会から証券取引法違反の疑いでさいたま地方検察庁に告発される 
2007年（平成19年）3月20日 - さいたま地方裁判所で判決公判が行われ、懲役1年6月（執行猶予5年）、罰金100万円、追徴金約1,090万円
　　　　　　　　　　　　　　　　　　　 の判決を受ける。

### 趣味
- 株式会社BCN 『週刊BCN vol.463』（1992年8月17日号）の掲載記事 - 経歴欄では、趣味はゴルフ、絵画鑑賞と記載されている。

## インサイダー取引事件
- 2006年5月30日、証券取引等監視委員会は証券取引法違反の疑いで、さいたま市在住、アライドテレシス㈱山本収・元上級執行役員（当時68歳）と次男の山本浩（当時37歳）、知人女性2人の計4人をさいたま地方検察庁に告発した。容疑は2004年4月に同社が株式分割を実施する計画があることを知り、次男、知人らと合計6,500株を取得し、その後、同年6月に売却することによって合計1,400万円の利益を得たインサイダー取引の疑いであった。（2004年4月15日頃、技術開発担当だった山本元執行役員は業務打ち合わせ等を通じ、事前に株式分割の情報を知ったとされる）[9] [10]
- 2006年11月7日、さいたま地方裁判所（今岡健裁判官）に開かれた初公判では、検察側は「山本収被告は2004年4月、アライドテレシス社の株式分割を事前に知り、分割公表前に知人女性の堤被告らの名義で同社株2,500株を買い付け、他の被告も山本収被告から情報を聞き計4,000株を購入。分割公表後に全株を売り抜け、計約1,430万円の利益を得た」と冒頭陳述を行った。冒頭陳述に対して、山本収被告と山本浩被告は起訴事実を認めたものの「株式分割の決定について、確定的な情報を得ておらず、インサイダー取引にはあたらない」として無罪を主張した。[11][12]
- 2007年3月20日、さいたま地方裁判所で判決公判が行われ、山本収（当時69歳）と次男の浩（当時38歳）の両被告に対し、今岡健裁判官（飯田喜信裁判官代読）は「証券市場の公正性と健全性を害し、投資家の信頼を損なう犯行」として、山本被告に懲役1年6月（執行猶予5年）、罰金100万円、追徴金約1,090万円、浩被告に懲役1年2月（執行猶予4年）罰金50万円・追徴金約1,532万円を言い渡した。[3]

| 判決日                    | 裁判所             | 被告人  | 判決内容                                                  |
| ------------------------- | ------------------ | ------- | --------------------------------------------------------- |
| 2007年（平成19年）3月21日 | さいたま地方裁判所 | 山本 収 | 懲役1年6月（執行猶予5年）、罰金100万円、追徴金約1,090万円 |
| 2007年（平成19年）3月21日 | さいたま地方裁判所 | 山本 浩 | 懲役1年2月（執行猶予4年）、罰金50万円、追徴金約1,532万円  |